# Fußball-Weltmeisterschaft 1962/Gruppe D
Spiele der Gruppe D der Fußball-Weltmeisterschaft 1962.
| Pl. | Land        | Sp. | S | U | N | Tore    | Diff. | Punkte |
| --- | ----------- | --- | - | - | - | ------- | ----- | ------ |
| 1.  | Ungarn      | 3   | 2 | 1 | 0 | 008:200 | +6    | 05:10  |
| 2.  | England     | 3   | 1 | 1 | 1 | 004:300 | +1    | 03:30  |
| 3.  | Argentinien | 3   | 1 | 1 | 1 | 002:300 | −1    | 03:30  |
| 4.  | Bulgarien   | 3   | 0 | 1 | 2 | 001:700 | −6    | 01:50  |

## Argentinien – Bulgarien 1:0 (1:0)
| Argentinien                                                 | Argentinien | Bulgarien | Bulgarien |
| ----------------------------------------------------------- | --- | --- | --------- |
| Argentinien                                                 | \| 1. Spieltag \| \| 30. Mai 1962 um 15:00 Uhr in Rancagua (Estadio El Teniente) \| \| Zuschauer: 7.134 \| \| Schiedsrichter: Juan Gardeazábal ( Spanien) \| \| Spielbericht \|                         | \| 1. Spieltag \| \| 30. Mai 1962 um 15:00 Uhr in Rancagua (Estadio El Teniente) \| \| Zuschauer: 7.134 \| \| Schiedsrichter: Juan Gardeazábal ( Spanien) \| \| Spielbericht \|                                  | Bulgarien |
| Argentinien                                                 | Antonio Roma – Rubén Navarro , Silvio Marzolini – Alberto Sainz, Federico Sacchi, Raúl Páez – Héctor Facundo, Oscar Rossi, Marcelo Pagani, José Sanfilippo, Raúl Belén Cheftrainer: Juan Carlos Lorenzo | Georgi Najdenow – Kiril Rakarow , Iwan Dimitrow, Stojan Kitow – Dimitar Kostow, Nikola Kowatschew – Todor Diew, Petar Weltschikow, Christo Iliew, Iwan Kolew, Dimitar Jakimow Cheftrainer: Georgi Patschedschiew | Bulgarien |
| Argentinien                                                 | 1:0 Facundo (4.) | | Bulgarien |
| 1. Spieltag                                                 | | |           |
| 30. Mai 1962 um 15:00 Uhr in Rancagua (Estadio El Teniente) | | |           |
| Zuschauer: 7.134                                            | | |           |
| Schiedsrichter: Juan Gardeazábal ( Spanien)                 | | |           |
| Spielbericht                                                | | |           |

## Ungarn – England 2:1 (1:0)
| Ungarn                                                      | Ungarn | England | England |
| ----------------------------------------------------------- | --- | --- | ------- |
| Ungarn                                                      | \| 1. Spieltag \| \| 31. Mai 1962 um 15:00 Uhr in Rancagua (Estadio El Teniente) \| \| Zuschauer: 7.938 \| \| Schiedsrichter: Leo Horn ( Niederlande) \| \| Spielbericht \|                    | \| 1. Spieltag \| \| 31. Mai 1962 um 15:00 Uhr in Rancagua (Estadio El Teniente) \| \| Zuschauer: 7.938 \| \| Schiedsrichter: Leo Horn ( Niederlande) \| \| Spielbericht \|                           | England |
| Ungarn                                                      | Gyula Grosics – Sándor Mátrai, Kálmán Mészöly, László Sárosi – Ernő Solymosi, Ferenc Sipos – Károly Sándor, Gyula Rákosi, Flórián Albert, Lajos Tichy, Máté Fenyvesi Cheftrainer: Lajos Baróti | Ron Springett – Jimmy Armfield, Ray Wilson – Bobby Moore, Maurice Norman, Ron Flowers – Bryan Douglas, Jimmy Greaves, Gerry Hitchens, Johnny Haynes , Bobby Charlton Cheftrainer: Walter Winterbottom | England |
| Ungarn                                                      | 1:0 Tichy (17.) 2:1 Albert (71.) | 1:1 Flowers (60., Handelfmeter) | England |
| 1. Spieltag                                                 | | |         |
| 31. Mai 1962 um 15:00 Uhr in Rancagua (Estadio El Teniente) | | |         |
| Zuschauer: 7.938                                            | | |         |
| Schiedsrichter: Leo Horn ( Niederlande)                     | | |         |
| Spielbericht                                                | | |         |

## England – Argentinien 3:1 (2:0)
| England                                                     | England | Argentinien | Argentinien |
| ----------------------------------------------------------- | --- | --- | ----------- |
| England                                                     | \| 2. Spieltag \| \| 2. Juni 1962 um 15:00 Uhr in Rancagua (Estadio El Teniente) \| \| Zuschauer: 9.794 \| \| Schiedsrichter: Nikolai Latyschew ( Sowjetunion) \| \| Spielbericht \|                | \| 2. Spieltag \| \| 2. Juni 1962 um 15:00 Uhr in Rancagua (Estadio El Teniente) \| \| Zuschauer: 9.794 \| \| Schiedsrichter: Nikolai Latyschew ( Sowjetunion) \| \| Spielbericht \|                               | Argentinien |
| England                                                     | Ron Springett – Jimmy Armfield, Ray Wilson – Bobby Moore, Maurice Norman, Ron Flowers – Bryan Douglas, Jimmy Greaves, Alan Peacock, Johnny Haynes , Bobby Charlton Cheftrainer: Walter Winterbottom | Antonio Roma – Rubén Navarro , Silvio Marzolini – Vladislao Cap, Federico Sacchi, Raúl Páez – Juan Carlos Oleniak, Antonio Rattín, Rubén Héctor Sosa, José Sanfilippo, Raúl Belén Cheftrainer: Juan Carlos Lorenzo | Argentinien |
| England                                                     | 1:0 Flowers (18., Handelfmeter) 2:0 Charlton (42.) 3:0 Greaves (67.) | 3:1 Sanfilippo (81.) | Argentinien |
| 2. Spieltag                                                 | | |             |
| 2. Juni 1962 um 15:00 Uhr in Rancagua (Estadio El Teniente) | | |             |
| Zuschauer: 9.794                                            | | |             |
| Schiedsrichter: Nikolai Latyschew ( Sowjetunion)            | | |             |
| Spielbericht                                                | | |             |

## Ungarn – Bulgarien 6:1 (4:0)
| Ungarn                                                      | Ungarn | Bulgarien | Bulgarien |
| ----------------------------------------------------------- | --- | --- | --------- |
| Ungarn                                                      | \| 2. Spieltag \| \| 3. Juni 1962 um 15:00 Uhr in Rancagua (Estadio El Teniente) \| \| Zuschauer: 7.442 \| \| Schiedsrichter: Juan Gardeazábal ( Spanien) \| \| Spielbericht \|              | \| 2. Spieltag \| \| 3. Juni 1962 um 15:00 Uhr in Rancagua (Estadio El Teniente) \| \| Zuschauer: 7.442 \| \| Schiedsrichter: Juan Gardeazábal ( Spanien) \| \| Spielbericht \|                                              | Bulgarien |
| Ungarn                                                      | István Ilku – Sándor Mátrai, Kálmán Mészöly, László Sárosi – Ernő Solymosi, Ferenc Sipos – Károly Sándor, János Göröcs, Flórián Albert, Lajos Tichy, Máté Fenyvesi Cheftrainer: Lajos Baróti | Georgi Najdenow – Kiril Rakarow , Iwan Dimitrow, Stojan Kitow – Dimitar Kostow, Nikola Kowatschew – Georgi Sokolow, Petar Weltschikow, Georgi Asparuchow, Iwan Kolew, Dinko Dermendschiew Cheftrainer: Georgi Patschedschiew | Bulgarien |
| Ungarn                                                      | 1:0 Albert (1.) 2:0 Albert (6.) 3:0 Tichy (8.) 4:0 Solymosi (12.) 5:0 Albert (53.) 6:1 Tichy (70.)                                                                                           | 5:1 Sokolow (64.) | Bulgarien |
| 2. Spieltag                                                 | | |           |
| 3. Juni 1962 um 15:00 Uhr in Rancagua (Estadio El Teniente) | | |           |
| Zuschauer: 7.442                                            | | |           |
| Schiedsrichter: Juan Gardeazábal ( Spanien)                 | | |           |
| Spielbericht                                                | | |           |

## Argentinien – Ungarn 0:0
| Argentinien                                                 | Argentinien | Ungarn | Ungarn |
| ----------------------------------------------------------- | --- | --- | ------ |
| Argentinien                                                 | \| 3. Spieltag \| \| 6. Juni 1962 um 15:00 Uhr in Rancagua (Estadio El Teniente) \| \| Zuschauer: 7.945 \| \| Schiedsrichter: Arturo Yamasaki ( Peru) \| \| Spielbericht \|                                                            | \| 3. Spieltag \| \| 6. Juni 1962 um 15:00 Uhr in Rancagua (Estadio El Teniente) \| \| Zuschauer: 7.945 \| \| Schiedsrichter: Arturo Yamasaki ( Peru) \| \| Spielbericht \|                       | Ungarn |
| Argentinien                                                 | Rogelio Domínguez – José Ramos Delgado, Silvio Marzolini – Vladislao Cap, Federico Sacchi, Alberto Sainz – Héctor Facundo, Martín Pando , Marcelo Pagani, Juan Carlos Oleniak, Alberto Mario González Cheftrainer: Juan Carlos Lorenzo | Gyula Grosics – Sándor Mátrai, Kálmán Mészöly, László Sárosi – Ernő Solymosi, Ferenc Sipos – Béla Kuhárszki, János Göröcs, Lajos Tichy, Tivadar Monostori, Gyula Rákosi Cheftrainer: Lajos Baróti | Ungarn |
| 3. Spieltag                                                 | | |        |
| 6. Juni 1962 um 15:00 Uhr in Rancagua (Estadio El Teniente) | | |        |
| Zuschauer: 7.945                                            | | |        |
| Schiedsrichter: Arturo Yamasaki ( Peru)                     | | |        |
| Spielbericht                                                | | |        |

## Bulgarien – England 0:0
| Bulgarien                                                   | Bulgarien | England | England |
| ----------------------------------------------------------- | --- | --- | ------- |
| Bulgarien                                                   | \| 3. Spieltag \| \| 7. Juni 1962 um 15:00 Uhr in Rancagua (Estadio El Teniente) \| \| Zuschauer: 5.700 \| \| Schiedsrichter: Arthur Blavier ( Belgien) \| \| Spielbericht \|                                                        | \| 3. Spieltag \| \| 7. Juni 1962 um 15:00 Uhr in Rancagua (Estadio El Teniente) \| \| Zuschauer: 5.700 \| \| Schiedsrichter: Arthur Blavier ( Belgien) \| \| Spielbericht \|                       | England |
| Bulgarien                                                   | Georgi Najdenow – Dimitar Dimow, Iwan Dimitrow – Dobromir Schetschew, Alexander Kostow, Nikola Kowatschew – Dimitar Kostow, Petar Weltschikow, Georgi Asparuchow, Iwan Kolew, Dinko Dermendschiew Cheftrainer: Georgi Patschedschiew | Ron Springett – Jimmy Armfield, Ray Wilson – Bobby Moore, Maurice Norman, Ron Flowers – Bryan Douglas, Jimmy Greaves, Alan Peacock, Johnny Haynes , Bobby Charlton Cheftrainer: Walter Winterbottom | England |
| 3. Spieltag                                                 | | |         |
| 7. Juni 1962 um 15:00 Uhr in Rancagua (Estadio El Teniente) | | |         |
| Zuschauer: 5.700                                            | | |         |
| Schiedsrichter: Arthur Blavier ( Belgien)                   | | |         |
| Spielbericht                                                | | |         |